# タンテイセブン
『タンテイセブン』（たんていせぶん）は、2017年6月30日にDigital Cuteより発売されたアダルトゲーム。初回限定版には、追加コンテンツDLコードとサントラCDを同梱。豪華限定版には、初回版特典と描き下ろし抱き枕カバーと録り下ろしボイスドラマDLカードを同梱している。

## 解説
ブランド6作目となる本作は、ミッション解決型探偵アドベンチャー。
特殊能力を持った仲間たちと青春を送りながら、謎や事件といった「ミッション」を解決していくゲームである。主人公の特殊能力で他人の心の壁を可視化することで事件や悩みを解決に導き、ミッションを進めることで出現する証拠や秘密文書といったアイテムの収集、そして、能力や証拠を使い、容疑者や仲間たちの隠し事や悩み・秘密を暴くシステムなど「ミステリ」「オカルト」「サスペンス」の要素をふんだんに取り入れていることが特徴として挙げられる。
また、前作同様その場にいるような臨場感を味わうことができる立ち姿にアニメーションの「CuteMotion2」を導入し、エッチシーンにおいてもアニメーションを用いた「CuteMovie」を導入している。

## 登場人物

### メインキャラクター
（出典：
比婆 蛮悟（ひば ばんこ）
声：西野真人
本作の主人公。言問学園2年生。4月2日生まれ。
異能は他人の感情を別の形で可視化する『特殊視界（シナスタジアグラス）』であり、心の動きを色として、心の弱い部分をガラスのヒビとして認識できる。異能の代償は、抑制困難な性衝動。
露梨子 かすみ（つゆなし かすみ）
声：手塚りょうこ
蛮悟の住むマンションの一階にある定食屋「つゆなし」の看板娘で、蛮悟の幼なじみで同級生。3月31日生まれ。口には出さないものの彼に激しく恋している。そそっかしくおしゃべりなうえに、かなりのおバカっ子。超常現象好きで超妍を結成し、蛮悟にかけられた呪術を解こうとする。背は低いが巨乳。超常現象研究会の略称が、「超妍」になっているのはかすみの間違いによる。異能は記憶をすり替える『記憶改竄』。異能の代償は二重人格。
横溝 薬子（よこみぞ くすこ）
声：御苑生メイ
言問学園の3年生。12月23日生まれ。蛮悟の継兄・比婆宗輔の元カノで、蛮悟のことを義弟扱いしている。異能は「なし」。推理小説マニアとしての知識を活かして、蛮悟たちの推理に貢献する。
阿部 摩り耶（あべ まりや）
声：ヒマリ
言問学園1年生で、蛮悟の親友・阿部零士の妹。3月3日生まれ。兄の進学と同時に、兄といっしょに生家のある浅草に帰ってきた。無邪気で天真爛漫な性格からか、年齢よりも幼く見える小動物系のドジっ子。少女漫画や童話が好き。異能は保護本能を刺激する『魅了芳香（スウィート・スウェット）』。
阿部 零士（あべ れいじ）
声：原田友貴
蛮悟の親友。蛮悟のことを「ヒババンゴ」とからかわなかった唯一の同級生。6月6日生まれ。寡黙で落ち着いた人物で、なおかつ非常に博識。異能は思考過程飛ばして結論を導く『瞑想思考（メディテーシンクロマティック）』。異能の代償は、ユーモア感覚の欠如。
黒曜（こくよう）
声：琉花あか
「黒曜」は本名ではない。蛮悟と零士が摩り耶を地元の遊園地に連れて行った時、黒曜に出会う。性に抵抗のない性格に育てられていて、エッチに開放的。異能は、心霊能力『霊視』『霊聴』。異能の代償は蛮悟と同じ、抑制困難な性衝動。
海老一 真珠／辰砂（えびいち しんじゅ/しんしゃ）
声：唯香／美咲桃子
お互いのすべてを共有する双子姉妹（実際は異母姉妹で、二人の母は双子）。二人共8月9日生まれ。ギャルっぽい見た目通り、性格や口調もまさにギャル。通称「びっちシスターズ」。異能は、双子間で常時テレパシーが生じる『共感能力（ツインズ・テレパシー）』。異能の代償は、自分と他人の境界が曖昧であること。

### サブキャラクター
キョーコ・X・プロセダン（きょーこ えっくす ぷろせだん）
声：こたつみやこ
言問学園の養護教諭で超妍の顧問。
驚木 蒼海（おどろき あおうみ）
声：永倉仁八
超妍に対抗するサークルの主宰者で言問学園2年生。5月5日生まれ。目立ちたがり屋の性格で、周りからは呆れられている。異能は強制力を伴った、逆らえない命令を発する『命令する声（コマンド・ボイス）』。異能の代償は、他者に対する共感の欠如。
レイ（れい）
声：こたつみやこ
アダルトショップ「エロキュート」の店員。
露梨子 大盛（つゆなし たいせい）
声：相馬康一
かすみの父。定食屋「つゆなし」を営んでいる。
板野 祥一（いたの しょういち）
声：峯暢也
言問学園の美術教師。蛮悟とかすみのクラス担任。
驚木 煕海（おどろき ひろうみ）
声：蝦押丈
蒼海の父。地域の警察官。
栗栖 サルトル（くりす さるとる）
声：関幸司
言問学園の化学教師。あだ名は「クルットル」。
大魔道（だいまどう）
声：星川弘明
鎌田 選良（かまた えりよし）
声：桂艶丸
大衆週刊誌に属する記者。
海老一 神助（えびいち しんじょ）
声：本多啓吾
海老一姉妹の父。地元不動産業界の大立て者。

## スタッフ
（出典：
- 企画 - かけなし
- キャラクターデザイン/原画 - こうぐちもと
- サブキャラクターデザイン/原画 - えきもち、Autumn
- シナリオ - 嘘屋佐々木酒人
- サブシナリオ - 玉城琴也、聖護院神楽、沢柾機
- 音楽 - 碓氷悠一朗